# Maccheroni
Con la parola maccheroni, nell'uso internazionale, si indica genericamente la pasta alimentare ottenuta mescolando semola di grano duro e acqua, ed è sinonimo di "pastasciutta", il tipico piatto italiano.
Nell'uso italiano, invece, il termine non è generico, ma indica determinati formati di pasta, diversi però a seconda delle regioni italiane; può quindi riferirsi a pasta corta o lunga, di semola di grano duro o all'uovo; spesso indica la pasta lunga a sezione rotonda e spesso bucata, di diametro più grande di quello dei bucatini e più piccolo di quello degli ziti.

## Significati regionali

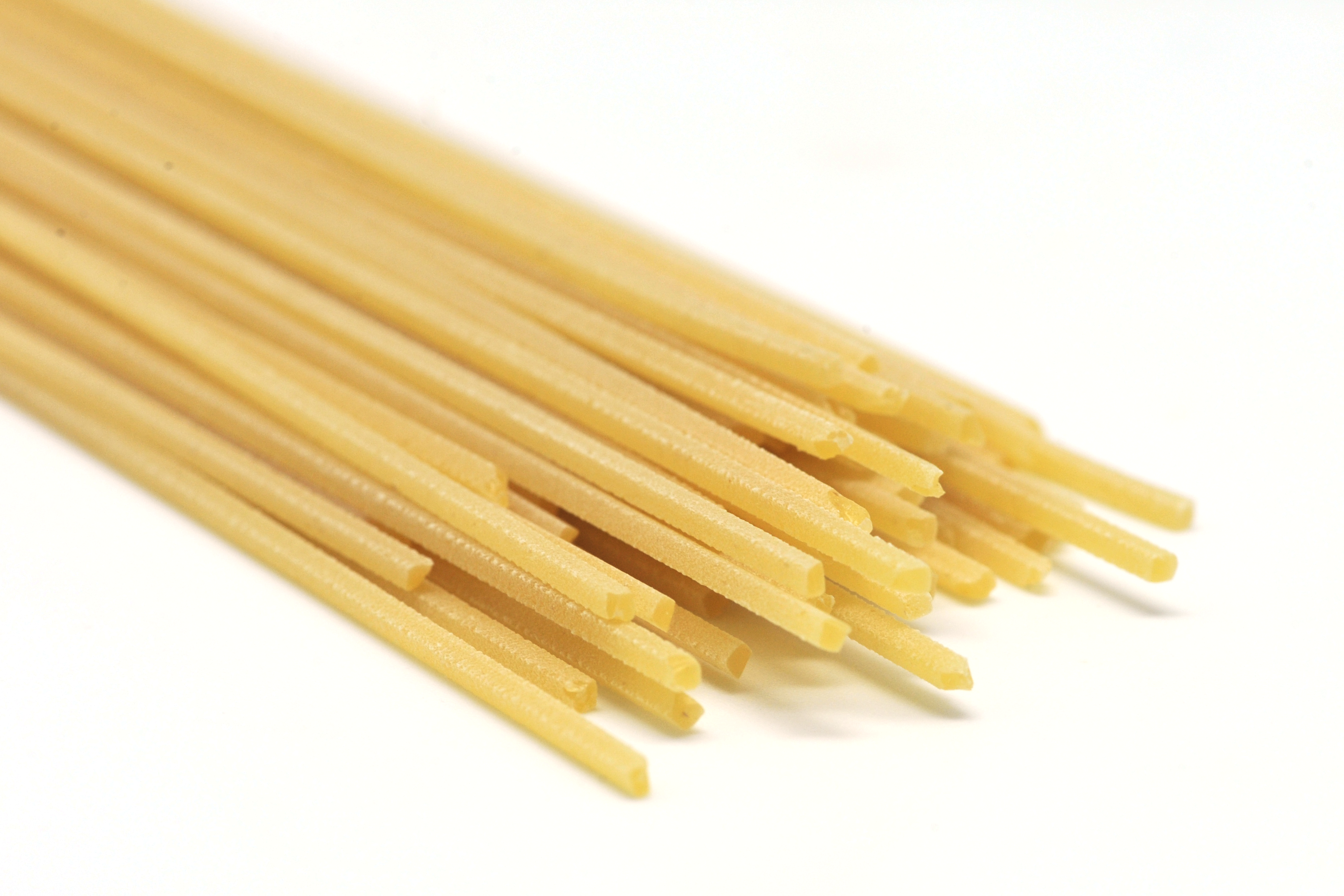
Abruzzo: maccheroni alla chitarra

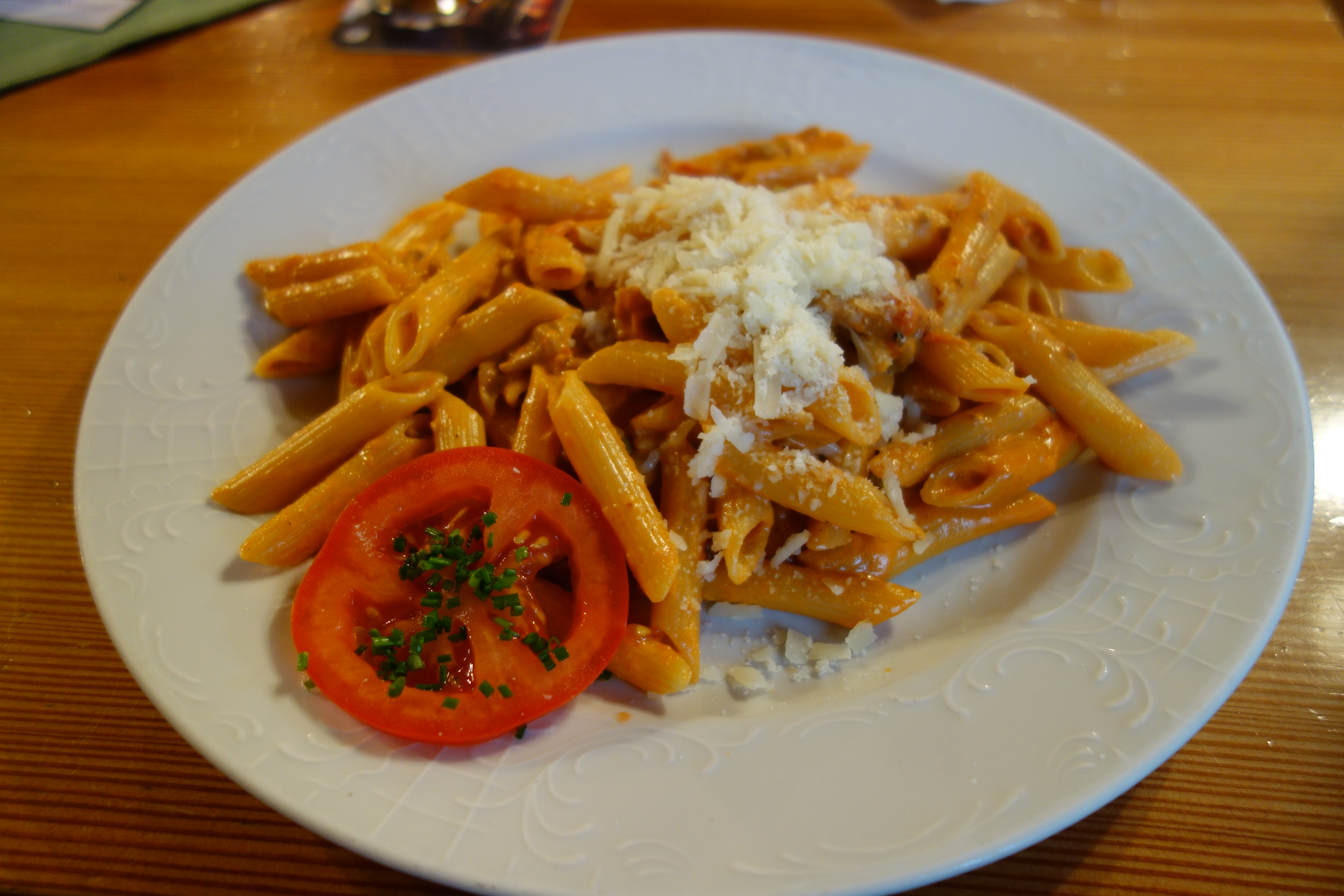
Alto Adige: Hirtenmakkaroni / maccheroni alla pastora

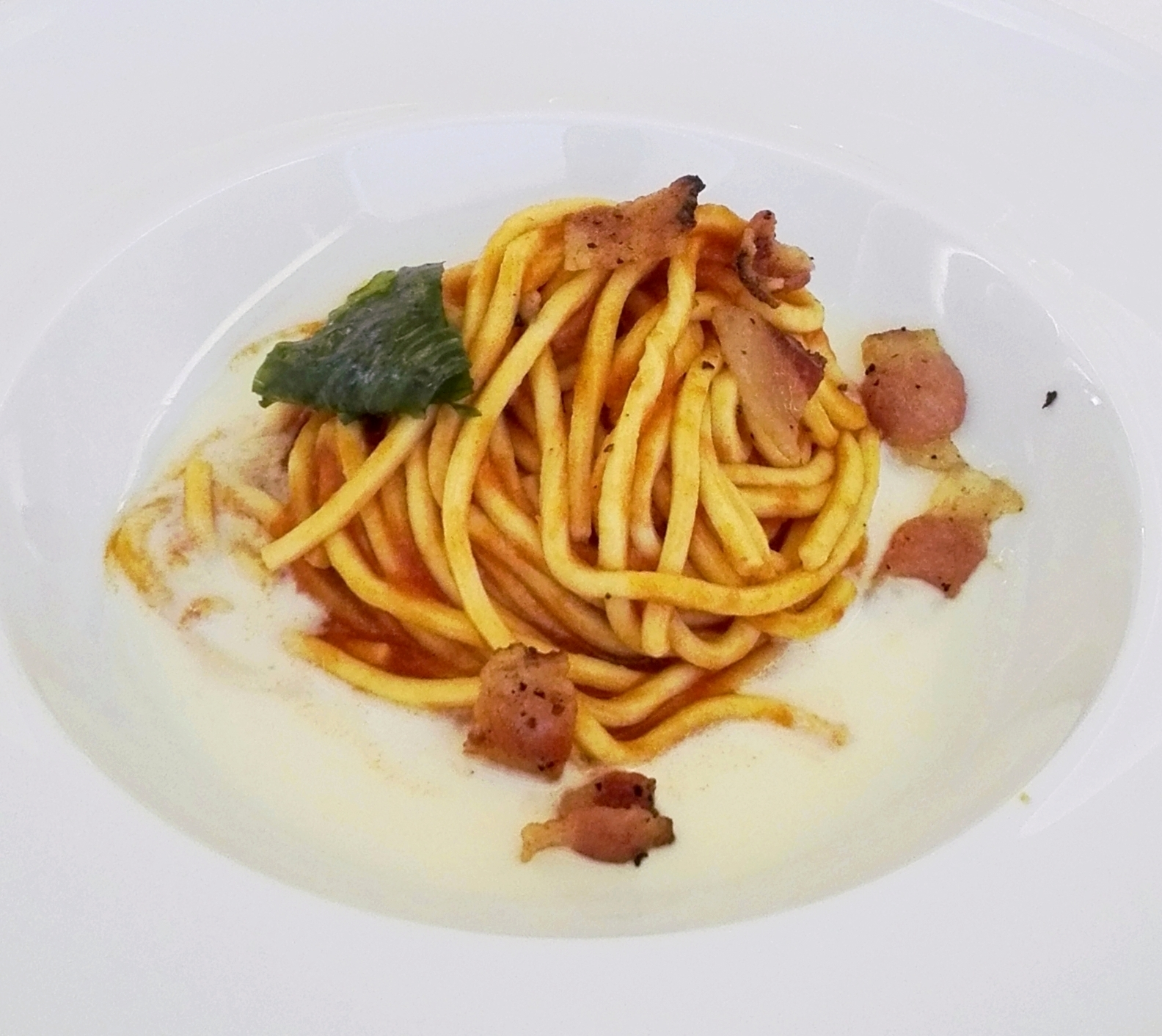
Campania e Basilicata: maccaronara

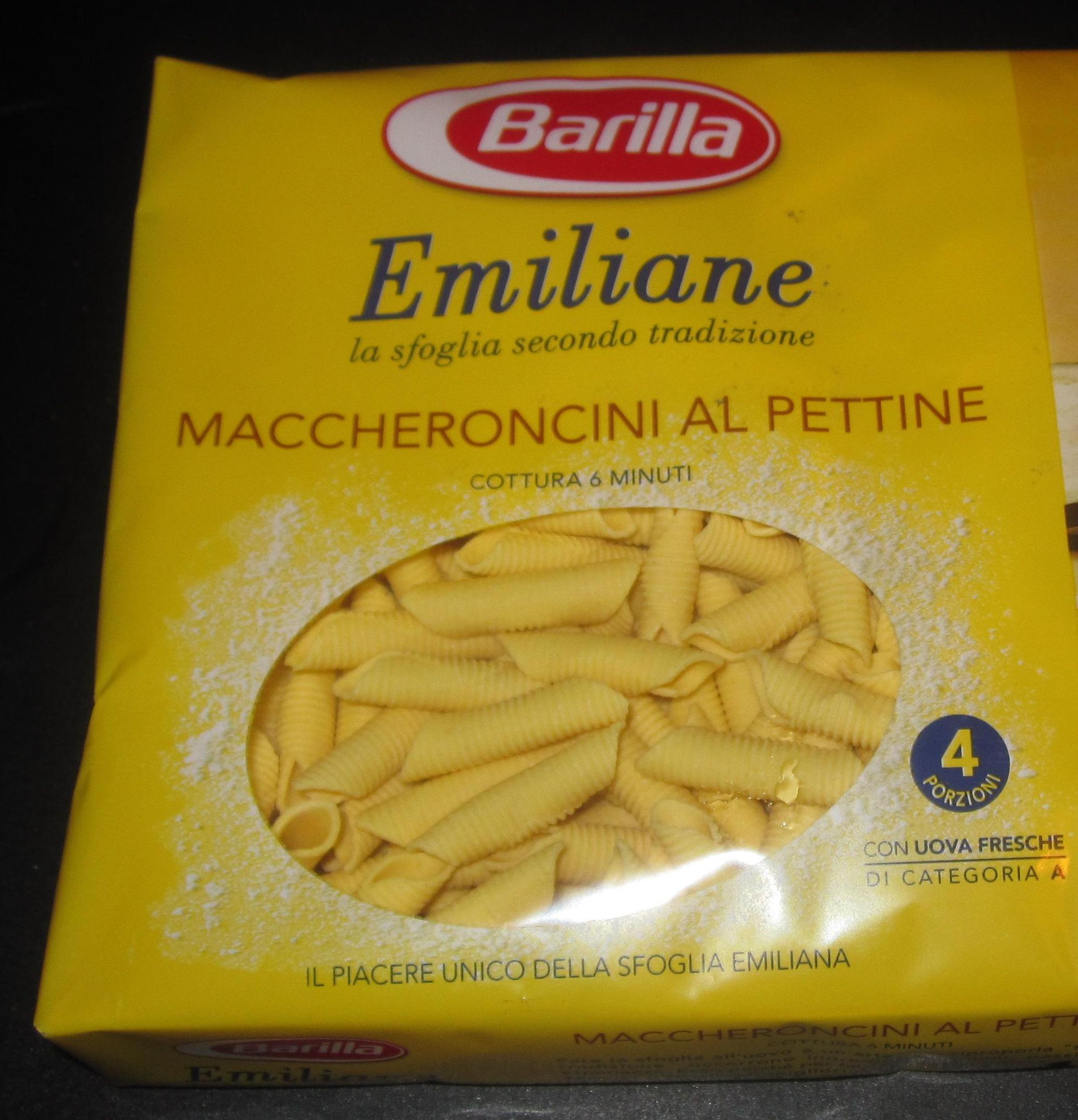
Emilia: maccheroncini al pettine

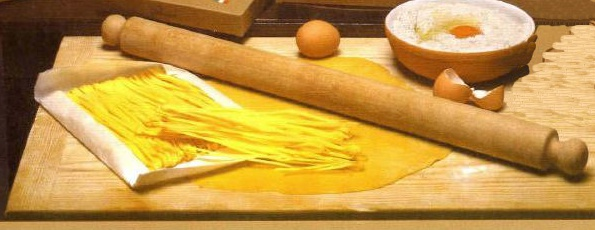
Marche: maccheroncini di Campofilone

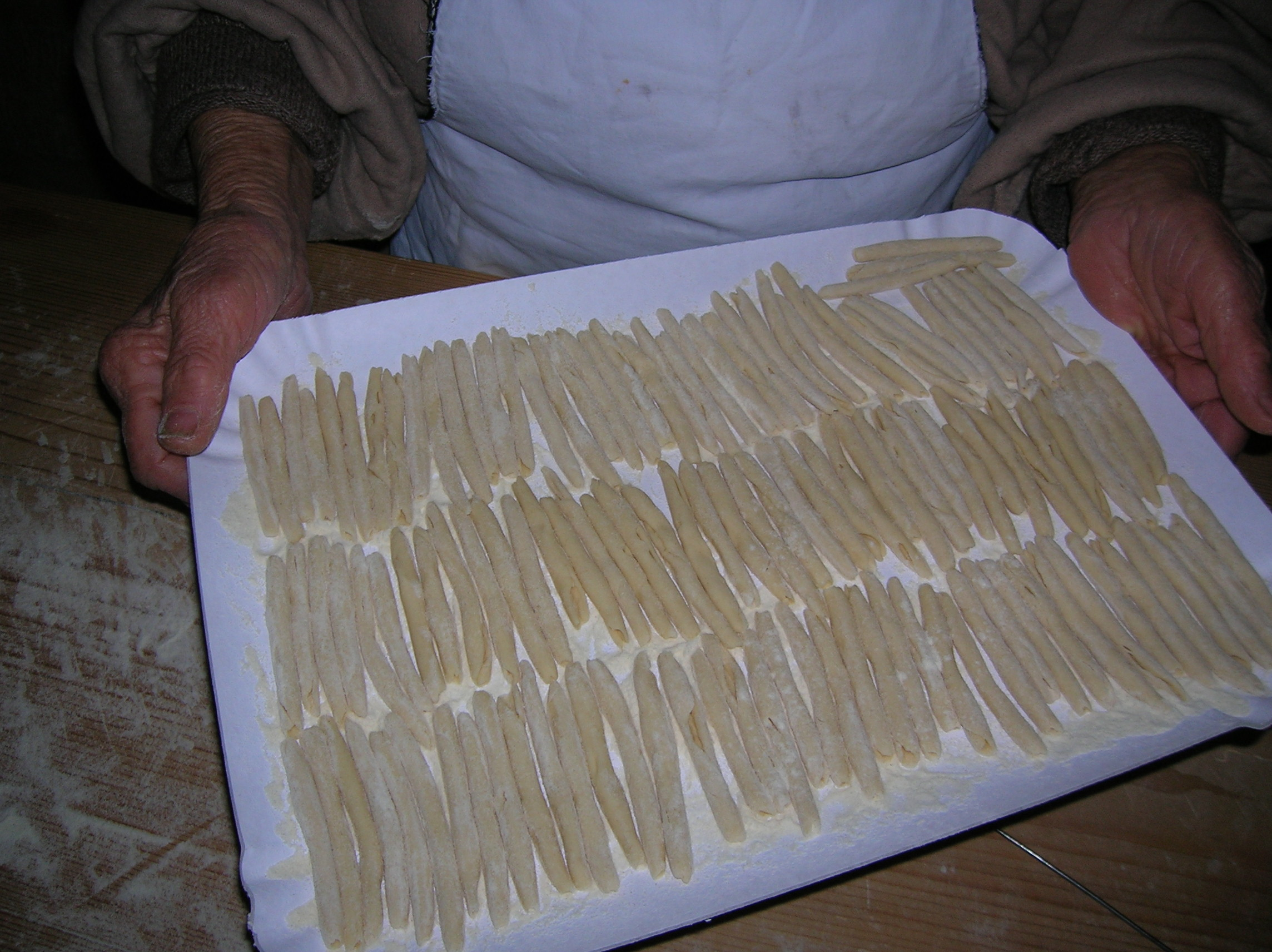
Puglia: maccheroni salentini o minchiareddhi

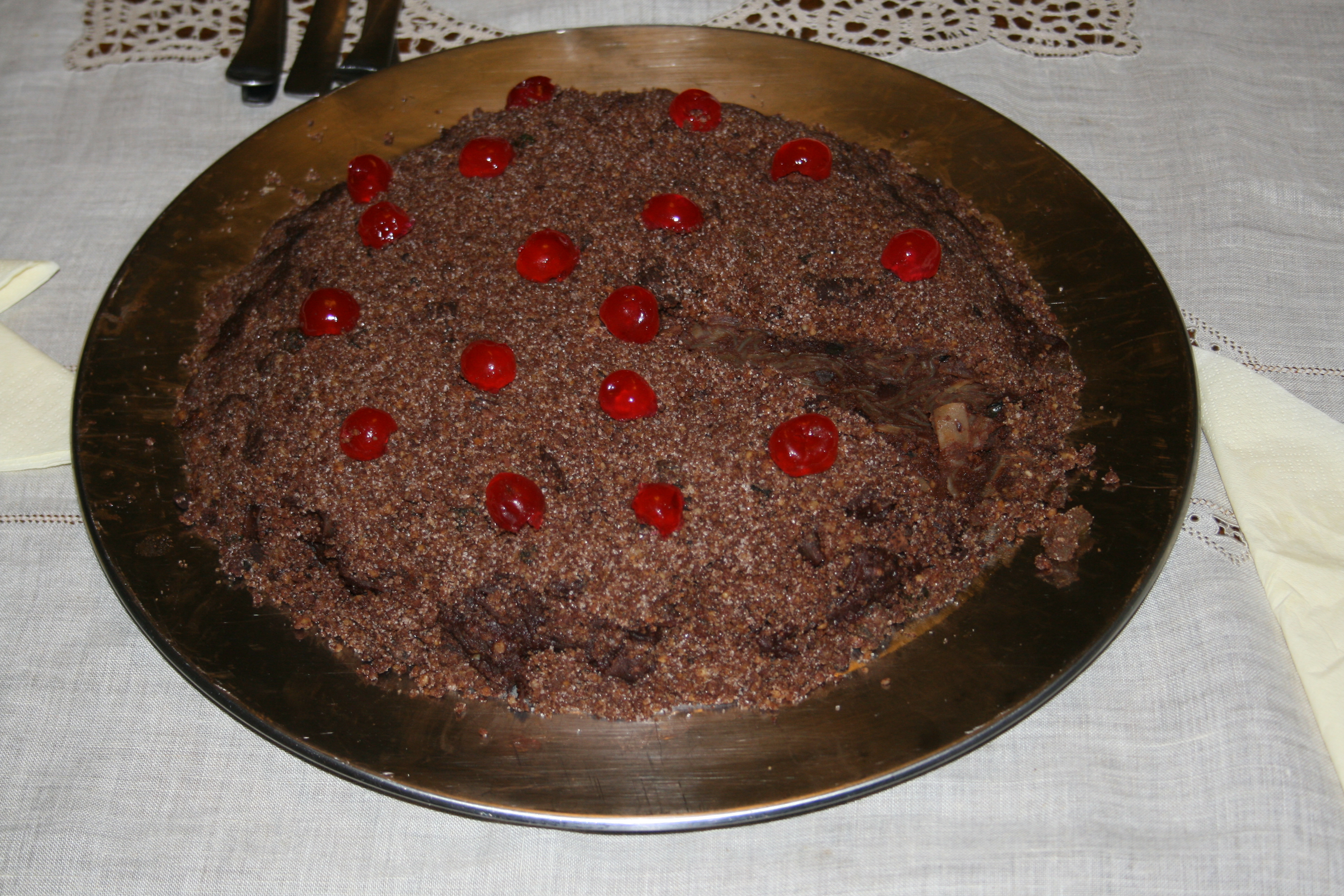
Umbria: maccheroni con le noci

### Abruzzo
In Abruzzo ci si riferisce comunemente con il termine "maccheroni" ai cosiddetti maccheroni alla chitarra, un prodotto agroalimentare tradizionale abruzzese consistente in una pasta lunga a sezione quadrata, realizzata con degli specifici utensili denominati "chitarre".
Di forma completamente diversa, sono i maccheroni con le ceppe, della zona di Teramo e in particolare di Civitella del Tronto. Altro piatto tipico sono i maccheroni alla molinara tipici della provincia di Teramo e Pescara.

### Alto Adige
In Alto Adige si preparano i "maccheroni alla pastora", detti in tedesco "Hirtenmakkaroni". In questo caso, con il termine "maccheroni"/"Makkaroni" si intende la pasta corta tubolare, specialmente le penne rigate

### Calabria
In Calabria, sono un prodotto agroalimentare tradizionale i maccaruni i casa cu sugu i capra (maccheroni con il sugo di capra). Sono preparati in casa, lunghi come mezzo zito, con un buco finissimo fatto utilizzando un ferretto fino e lungo.

### Campania e Basilicata
In Campania e Basilicata, la maccaronara, diffusa nella zona dell'Irpinia e del Vulture, è un piatto che prevede un tipo di pasta fatta a mano, simile ad uno spaghettone ma a sezione quadrangolare.

### Emilia-Romagna
In Emilia esiste un formato di pasta corta all'uovo rigata detto maccheroni al pettine, simile ai garganelli romagnoli, ma di dimensione più grande. Sono preparati arrotolando diagonalmente un piccolo quadrato di pasta sfoglia, della dimensione uguale a quella usata per fare i tortellini, su un bastoncino del diametro di una matita, poi fatto passare su un pettine da tessitura.
Un prodotto agroalimentare tradizionale emiliano è il pasticcio di maccheroni alla ferrarese, antica ricetta rinascimentale consistente in un involucro esterno di pasta frolla riempito di maccheroni pasticciati con besciamella, ragù, tartufi, eventualmente funghi ed animelle. In questo caso, per "maccheroni" si intendono le penne rigate.

### Lazio
Il Lazio ha inserito i "maccheroni" e i "maccheroni a matassa" nell'elenco dei prodotti agroalimentari tradizionali laziali. Tipi della Sabina sono i "maccheroni a fezze", ossia spaghettoni dal diametro più ampio e dalla forma irregolare, impastati e tagliati a mano. A Roma, in particolare, con il termine "maccheroni" si intendono i rigatoni.

### Liguria
In Liguria, nel savonese, un piatto tipico sono i maccheroni con la trippa, un tipo di zuppa. In questo caso per "maccheroni" si intendono delle lunghissime penne lisce.

### Marche
Nelle Marche il termine è usato per i maccheroncini di Campofilone, un tipo di tagliatelle molto sottili: larghi da 0,8 a 1,2 mm e spessi da 0,3 a 0,7 mm.. Sono un prodotto agroalimentare tradizionale marchigiano IGP.
I maccheroncini al fumé sono un primo piatto creato nel 1978 dal cuoco marchigiano Stefano Marzi, in breve diffusosi nella cucina marchigiana e poi in tutta Italia. In questo caso, "maccheroncini" significa "sedanini".

### Molise
In Molise il termine si riferisce ai maccheroni crioli (o cirioli), simili a degli spaghetti, seppure con una sezione quadrata anziché rotonda.

### Piemonte
In Piemonte un piatto tipico sono i macaron del frèt ("maccheroni del ferretto"), tradizionale delle Langhe. Il formato, in questo caso, è simile ai fusilli, ma la ricetta dell'impasto prevede anche le uova. Dal momento che le galline producono meno uova durante l'inverno, i macaròn del frèt venivano preparati in questa stagione al posto dei tajarin, per i quali sono invece richieste un maggior numero di uova. Inoltre, i macaron durante la stagione invernale le donne potevano dedicare più tempo alla cucina.

### Puglia
Nel Salento, una pasta tipica preparata in casa sono i maccheroni o macarruni o minchiareddhi, un prodotto agroalimentare tradizionale pugliese. In questo caso, per "maccheroni" si intende un formato di pasta corta, di farina di grano duro o d'orzo, fatta in casa con l'uso di un attrezzo apposito, detto "ferro della pasta", intorno al quale viene arrotolato un rotolino di impasto.

### Toscana
In alcune zone della Toscana (in particolare nella provincia di Arezzo e in quella di Siena), per maccheroni si intende un tipo di tagliatelle larghe, come nel tipico piatto maccheroni co' l'ocio che viene realizzato appunto con tagliatelle al ragù d'oca, mentre in provincia di Lucca e Pistoia corrispondono agli straccetti (quadrati o rombi di pasta fatta in casa, spesso conditi con sugo di pomodoro o di funghi). A Pistoia poi i maccheroni sull'anatra sono il piatto principale della tradizione per il giorno del Santo Patrono.
I maccheroni della Garfagnana sono un prodotto agroalimentare tradizionale toscano.

### Sardegna
Uno dei prodotti agroalimentari tradizionali sardi sono i macarrones de busa detti anche a ferrittu, pasta semi-lunga, forata, fatta tradizionalmente con un ferro da calza nº 3 e avente come ingrediente la farina di semola di grano duro.
Nell'arcipelago del Sulcis, all'interno della gastronomia tabarchina, troviamo i maccaruin.

### Sicilia
In Sicilia, specialmente nell'entroterra, per "maccheroni" si intende un formato di pasta lunga senza buco, ottenuta senza il ferretto o altro strumento similare, da servire con salsa di pomodoro e carne di castrato, caciocavallo o ricotta salata grattugiata. I maccaruna sono uno dei prodotti agroalimentari tradizionali siciliani.

### Umbria
In Umbria il termine maccheroni compare nella denominazione di un tipico dolce festivo natalizio, talvolta preparato anche per Tutti i Santi e per la festa dei Morti: i maccheroni con le noci, preparata con vari formati di pasta, come maltagliati, lasagne, reginette, strangozzi o comunque lunga e non all'uovo, ma anche, nella zona di Trevi, con gnocchi molto morbidi ed elastici, fatti con farina e acqua bollente. In questo caso, dunque, il termine "maccheroni" mantiene il significato generico di "pasta alimentare".

### Veneto
In Veneto, con maccheroni, in dialetto locale macaroni o subioti si intende un tipo di pasta corta rigata, spesso identificata anche con gli gnocchi di patate. I "maccheroni" sono preparati sia con sughi classici, che con varianti locali in base alle zone geografiche.

## Ricette non italiane in cui compare il nome maccheroni
Anche in questo caso, il nome "maccheroni", con varianti fonetiche tipiche delle varie lingue, indica piatti di tipo molto diverso e lontani dalle tradizioni culinarie italiane, a parte l'uso della pasta alimentare.
- Insalata di maccheroni (macaroni salad) è un'insalata di pasta servita fredda. È diffusa negli Stati Uniti (specie nelle Hawaii), Porto Rico, Australia, Nuova Zelanda e Filippine.
- Maccheroni al formaggio, detti anche macaroni cheese, mac and cheese e mac 'n' cheese, piatto inglese molto diffuso nei ristoranti fast food britannici.
- Makarony po-flotski, sono piatto tipico della cucina russa, i cui ingredienti principali sono la pasta condita con carne bollita, macinata e fritta con l'aggiunta di sale, pepe e cipolle; letteralmente il nome significa "pasta della marina militare".
- Maccheroni dell'alpigiano, sono un piatto alpino, i cui ingredienti principali sono patate, cipolle, pancetta, panna e formaggio.

## Storia del termine maccheroni
Tale confusione o sovrapposizione lessicale va sostanzialmente attribuita alla più antica origine e al più vasto e generico significato del vocabolo maccheroni rispetto a quello più ristretto che ha assunto progressivamente negli ultimi due secoli con l'avvento di una terminologia specifica per ogni tipo di pasta e la nascita di nomi come spaghetti o tagliatelle. Ad esempio nella celebre scena del film "Un americano a Roma" in cui Alberto Sordi mangia un piatto di pasta si riferisce a esso con il termine "maccheroni" pur trattandosi evidentemente di spaghetti.
In ogni caso il termine generico maccheroni è usato molto più spesso all'estero e inteso quasi come un sinonimo di pastasciutta se non addirittura di pasta. In Italia invece prevalgono le denominazioni legate alle diverse tipologie di pasta. Per fare alcuni esempi, quando i maccheroni si presentano con delle scanalature sulla superficie esterna vengono chiamati rigatoni (scanalature longitudinali) o tortiglioni (scanalature a spirale), se invece la forma è arcuata anziché diritta si utilizzano i termini sedani o sedanini (in base alle dimensioni) o anche lumaconi se i pezzi sono piuttosto larghi e con curvatura particolarmente accentuata.

## Etimologia
La parola maccherone è d'origine meridionale e più precisamente campana: il soprannome Mackarone è attestato infatti a Cava de' Tirreni nel 1041.
In uno specifico articolo, il linguista Giovanni Alessio afferma che la parola può avere due origini:
- dal greco bizantino μακαρώνεια makarṓneia ossia «canto funebre» (attestato nel sec. XIII da Giacomo di Bulgaria), che sarebbe passato a significare «pasto del funerale» e quindi di «pietanza da servire» durante tale officio (v. μαχαρωνιά makarōniá, attestato ancor oggi in Tracia orientale e Serbia tra gli ortodossi nel senso di pasta fatta in casa o «pietanza a base di riso servita durante i funerali»); in questo caso il termine sarebbe composto dalla doppia radice di μακάριος makários, «beato» (derivato da μάκαρ mákar, «beato»; per il quale termine attuale greco, la connotazione funebre è attestata anche da μακαρίτης makarítis, «defunto») e di αἰώνιος aiōnios, «eterno»;
- dal greco μαχαρία macharía, «zuppa d'orzo» (anche questo, da μάκαρ «beato»), a cui si sarebbe aggiunto il suffisso -one.

Secondo Giacomo Devoto, maccherone è invece una doppia derivazione da macco, "polenta di fave", che sarebbe un incrocio di makka (termine mediterraneo, ossia preindoeuropeo) con il latino maccus, "dalla grossa mascella", a sua volta collegato a mala, "mascella", da un arcaico *maksla.
Un'altra teoria ricollega piuttosto il medievale nomignolo dispregiativo Mackarone al noto personaggio Maccus dell'antica Fabula atellana; secondo tale ipotesi, soltanto a partire dal basso medioevo la parola avrebbe assunto il significato attuale e soltanto in epoca moderna tale significato avrebbe acquisito prevalenza. Il dizionario di Policarpo Petrocchi dà nota del personaggio carnevalesco veneto di Maccherone, che andava sull'asino circondato da altri Maccheroni palafrenieri: dal suo parlare tra latino e volgare sarebbe nato il termine "maccheronico".
Un'ultima teoria avvicina la parola "maccherone" al greco μακρόν macrón, "lungo", "grosso" (al neutro), attraverso una forma epentetica volgare; in tal caso il tema originario dovrebbe essere l'indoeuropeo *mak, il cui significato fondamentale era "lungo", "allungato".

## Leggenda e storia
Secondo la leggenda i maccheroni sarebbero stati portati in Italia da Marco Polo, di ritorno a Venezia dal lontano Catai (cioè dalla Cina), nel 1292.  Nonostante la leggenda, pare che i maccheroni, come la pasta in generale, fossero già presenti e in uso in Italia già da tempo prima della stessa nascita di Polo, ampiamente documentati fin dall'Alto Medioevo e a loro volta evolutisi dal làganum di epoca romana.
Significativa è la testimonianza dello scrittore arabo Idrisi che, nel suo Libro di Ruggero II, ne attesta infatti la presenza in Sicilia e in particolare a Trabia, a 30 km da Palermo, dove venivano prodotti in grandi quantità per poi essere commercializzati in tutto il Mediterraneo, quasi due secoli prima del ritorno di Polo dall'Estremo Oriente.

## Maccheroni nella cultura
Proprio dai maccheroni prende nome il latino maccheronico, un genere letterario creato nel Cinquecento dal mantovano Teofilo Folengo mescolando la pomposità della lingua latina usata dai dotti e dai potenti con l'irriverenza e la meschinità di fatti e argomenti popolareschi (simboleggiati appunto dai maccheroni).
I maccheroni svolgono spesso il ruolo di simbolo della cucina italiana e più in generale dell'Italia, mentre è meno diffuso il ruolo identificativo dello spaghetto che è molto più recente, quasi contemporaneo.
In Francia, erano chiamati così (les macaronis), in senso dispregiativo, i migranti italiani. Questo termine, i cui primi utilizzi risalgono al 1776, è oggi considerato desueto.
Nel cinema, celebri sono le scene in cui vengono citati i maccheroni, come in Miseria e nobiltà o Un americano a Roma.
Nella musica è possibile trovare un riferimento ai maccheroni nella canzone Makaroni, presente nell'album Inascoltable del gruppo rock demenziale Skiantos.

## Piatti con maccheroni

### Cucina italiana
- Macaron del frèt
- Maccaronara
- Macarrones de busa
- Maccheroncini di Campofilone
- Maccheroni al ferretto
- maccheroni alla chitarra
- Maccheroni alla potentina
- Maccheroni alla pastora (Alto Adige)
- Maccheroni alla pastora (Calabria)
- Maccheroni con la trippa
- Maccheroni con le ceppe
- Maccheroni con le noci
- Maccheroni al pettine
- Pastasciutta
- Pasticcio di maccheroni alla ferrarese

### Cucina di altri paesi
- Makarony po-flotski
- Insalata di maccheroni
- Maccheroni al formaggio